# Boldumsaz
Boldumsaz – miasto w północnym Turkmenistanie, w wilajecie daszoguskim, siedziba etrapu. W 2022 roku liczyło ok. 39,6 tys. mieszkańców.